# Brucker Hochanger
Der Brucker Hochanger (alternativ auch nur Hochanger) ist ein 1308 m ü. A. hoher Berg der Gleinalpe bzw. deren nordöstlichen Abschnitts, der Hochalpe. Er ist neben dem Rennfeld und dem Madereck einer der drei Hausberge der Bezirkshauptstadt Bruck an der Mur. Der Hochanger ist eng mit dem etwas höheren Dürreck verbunden.

## Lage und Umgebung
Der Brucker Hochanger bildet das nordöstliche Ende der Glein- bzw. Hochalpe, seine nördlichen bzw. östlichen Ausläufer reichen bis an die Ufer der Mur. An diesen Seiten ist der Hochanger relativ stark durch kleine Gräben gegliedert. Im Weitentalgraben an der Nordostseite befindet sich das Naturschutzzentrum Weitental mit einer sehenswerten Wildtierauffangstation. Klarer ist die Abgrenzung des Hochangers an der Südseite durch den Zlattengraben. Der Hochanger im engeren Sinn hat keinen markanten Gipfel, sondern weist rund um das Gipfelkreuz eine fast ebene, almähnliche Wiesenlandschaft auf. Dort befindet sich auch das Schutzhaus Hochanger.

### Dürreck
Westlich der genannten Ebene steigt das Gelände (nach einem flachen Sattel) noch einmal an und kumuliert in einem vergleichsweise ausgeprägten Gipfel, dem Dürreck. Dieses steht an Bekanntheit jedoch weit hinter der vorgenannten Wiesenlandschaft mit ihrer bemerkenswerten Rundumsicht zurück und wird mitunter – trotz seiner größeren Höhe – dem (kaum sinnvoll abtrennbaren) Hochanger untergeordnet. Westlich des Dürrecks bildet hingegen der Utschgraben eine klare Grenze. An der Nordostseite des Dürrecks erinnert die Guttenberg-Warte an den Alpenvereinspräsidenten Adolf von Guttenberg.

## Wege & Tourismus
Der Berg gilt als beliebtes Wander- und Mountainbikeziel der Region, er liegt aber auch am Zentralalpenweg. Der gängigste Zustieg erfolgt von Nordosten über das Weitental, entweder über das Gasthaus Schweizeben oder den Zöttelsteig. Von Osten besteigt man den Berg von Zlatten aus, wahlweise über den Kohlmitscher Steig oder durch den Zlattengraben. Ein weiterer möglicher Ausgangspunkt ist der Eisenpass (1183 m) südwestlich des Gipfels, von wo ein Weg unter dem Gipfel des Dürrecks vorbei zum Hochangerschutzhaus führt. Der letztgenannte Weg ist auch Teil des Koloman-Wallisch-Gedenkweges, der von Bruck durch den Utschgraben auf den Hochanger führt. Er zeichnet mit 12 Informationstafeln zu den Februarkämpfen 1934 den Fluchtweg des letztlich verhafteten und zum Tode verurteilten sozialdemokratischen Politikers nach.

### Schutzhaus Hochanger & Blasmoaralmhütte
Das Schutzhaus Hochanger wurde 1923 errichtet. Es ist eine wichtige Station für lokale Ausflugsgäste, aber auch für Weitwanderer am Zentralalpenweg, die vor dem langen Übergang zum Gleinalmschutzhaus üblicherweise im Schutzhaus Hochanger nächtigen. Das Haus verfügt über ein Matratzenlager mit 15 Schlafplätzen sowie insgesamt neun Betten in Zimmern. Es befindet sich im Besitz der Naturfreunde Bruck an der Mur und hat seit 2022 eine Team aus Pächterinnen, die es während der warmen Monate bewirtschaften. Südlich unterhalb des Gipfels liegt die ebenfalls in Besitz der Naturfreunde befindliche Blasmoaralmhütte, eine Selbstversorgerhütte mit neun Schlafplätzen.

Galerie
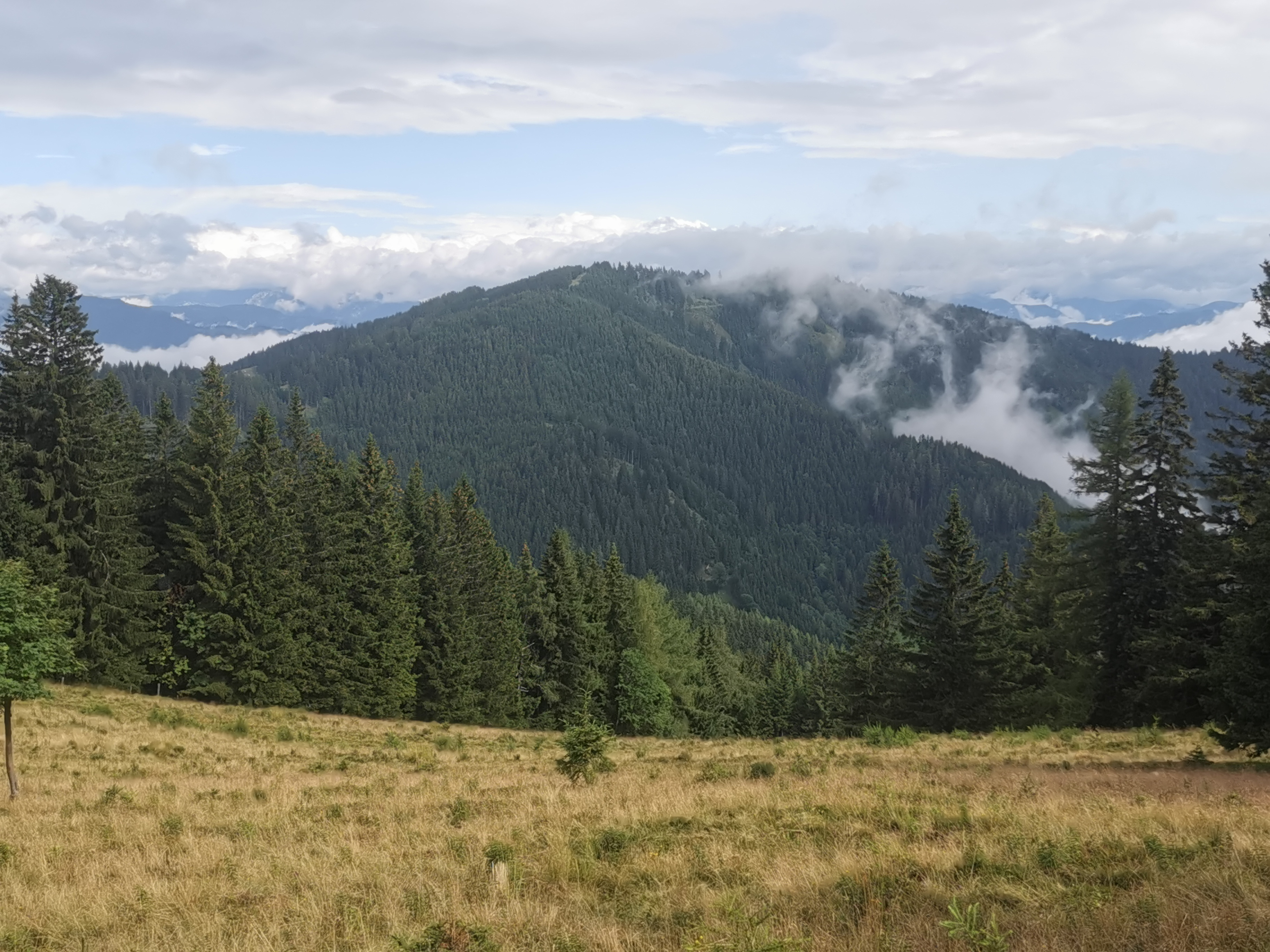
Der Hochanger von Süden. Mittig das Dürreck, die Wiesenfläche mit Schutzhaus rechts in den Wolkenfetzen
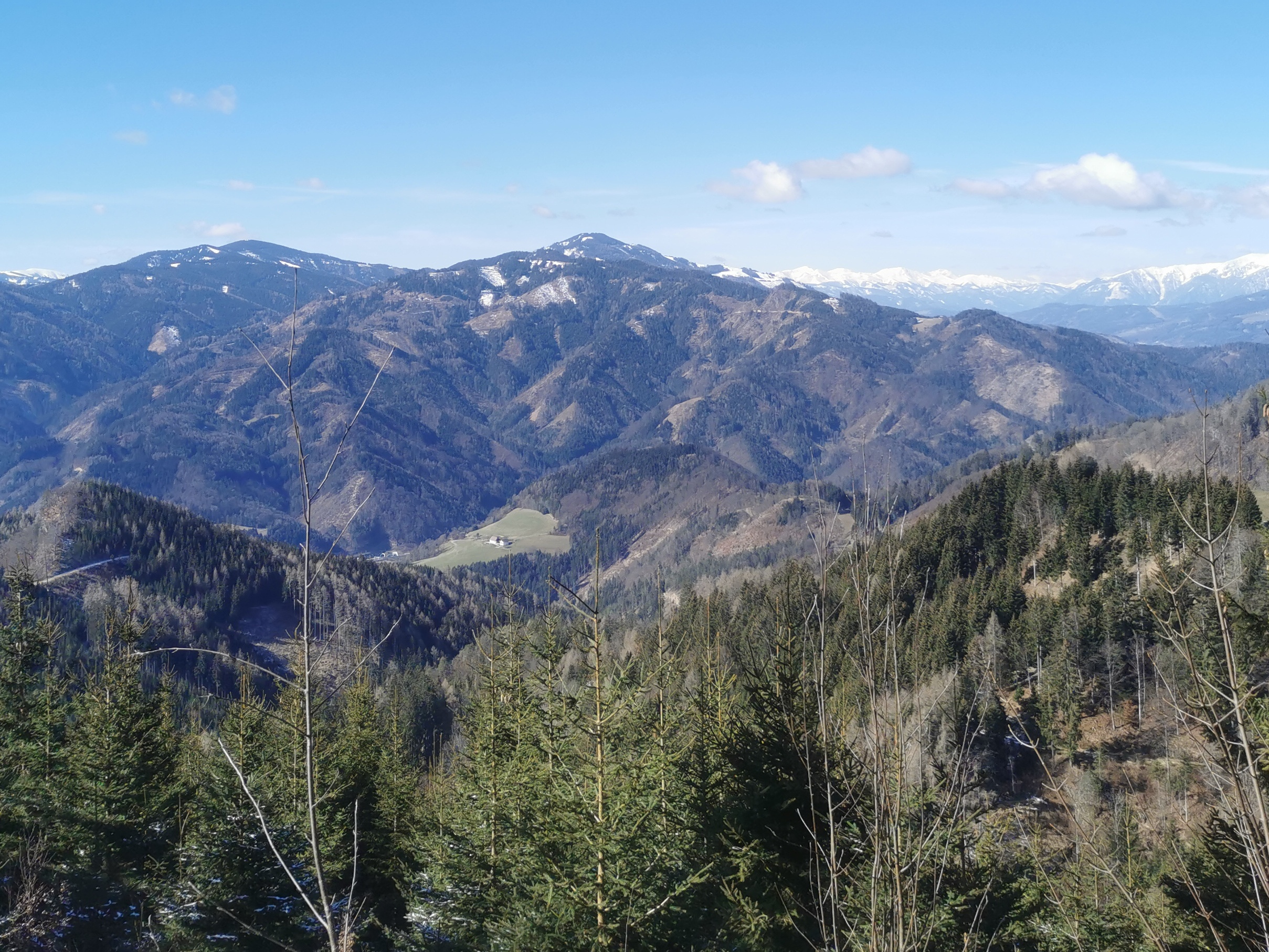
Blick vom Rennfeld nach Westen auf den Brucker Hochanger. Direkt dahinter das Roßeck, links die Hochalm. In der Ferne die Eisenerzer Alpen.
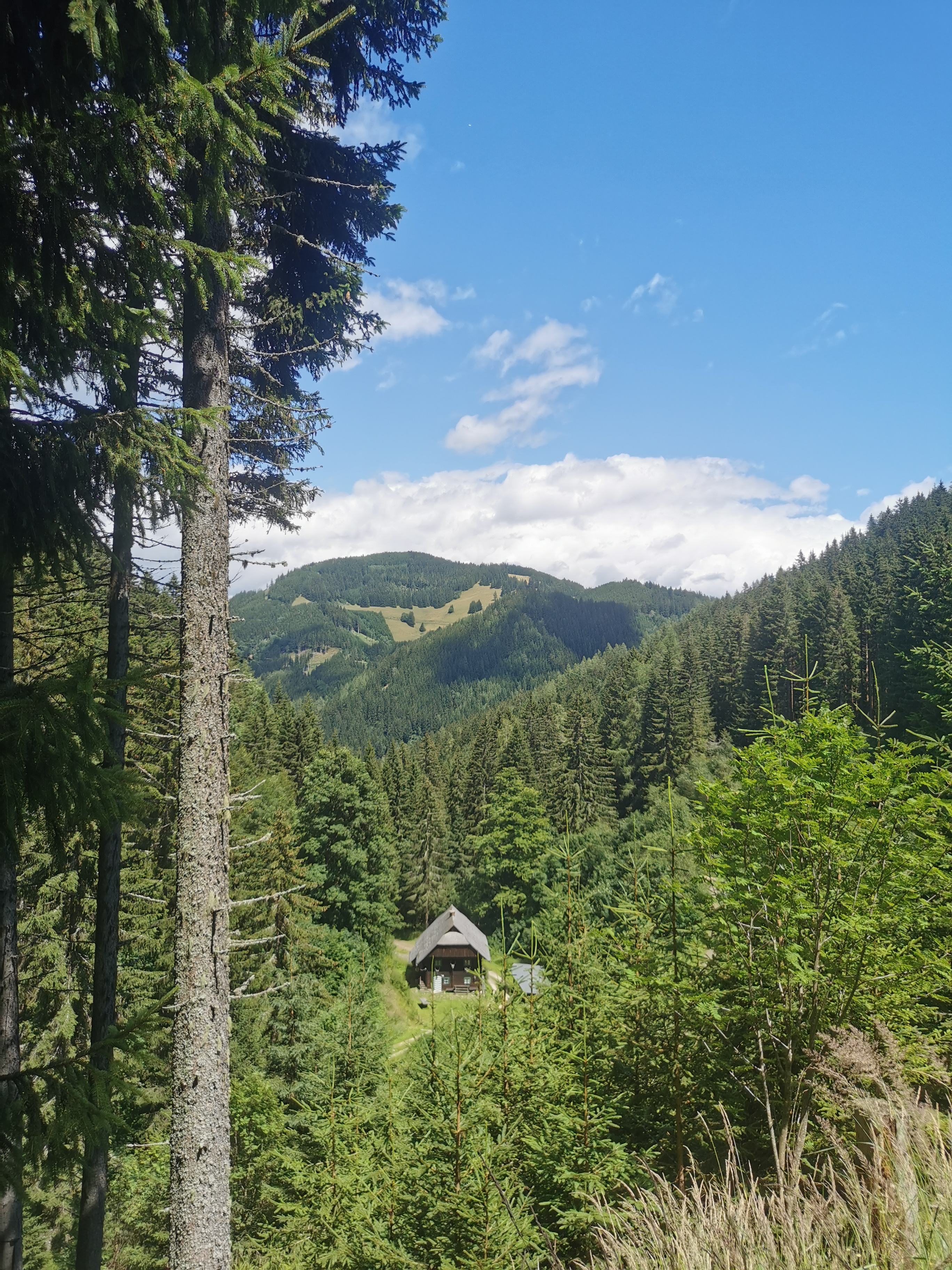
Blick vom Talschluss des Utschgrabens nach Nordosten zum Dürreck.
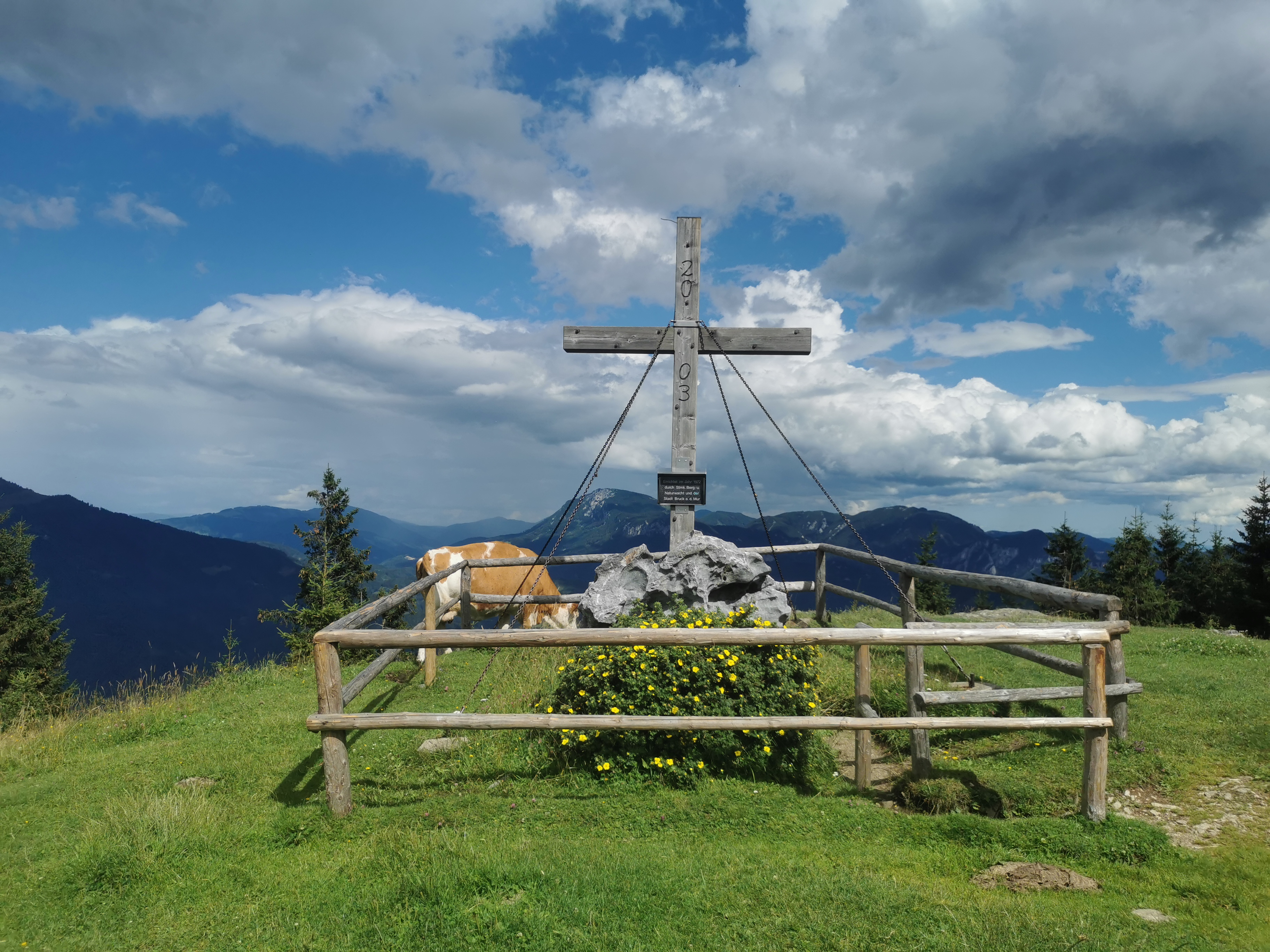
Gipfelkreuz des Hochangers, mittig dahinter der Hochlantsch.
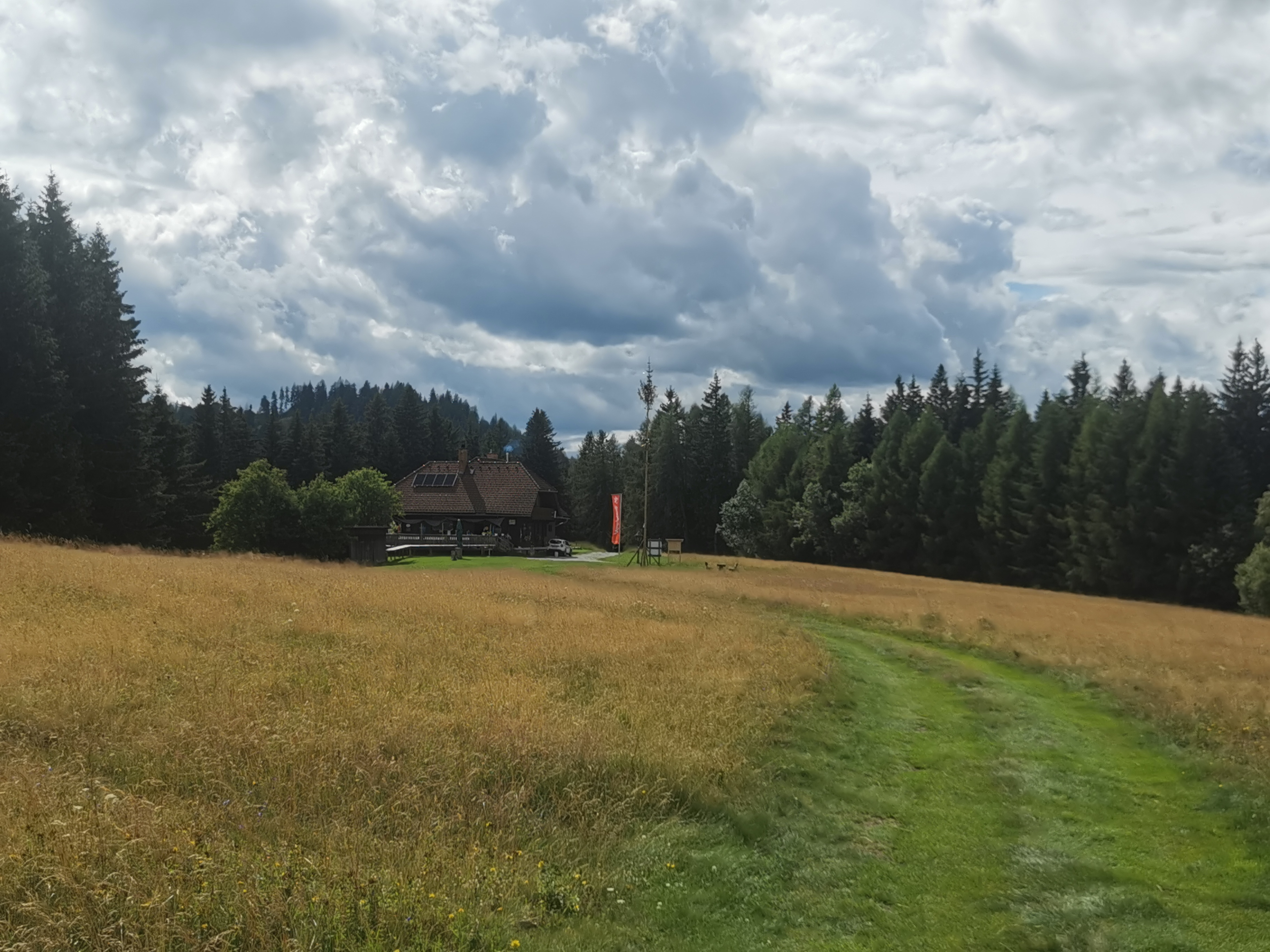
Das Schutzhaus mit umgebenden Wiesen.
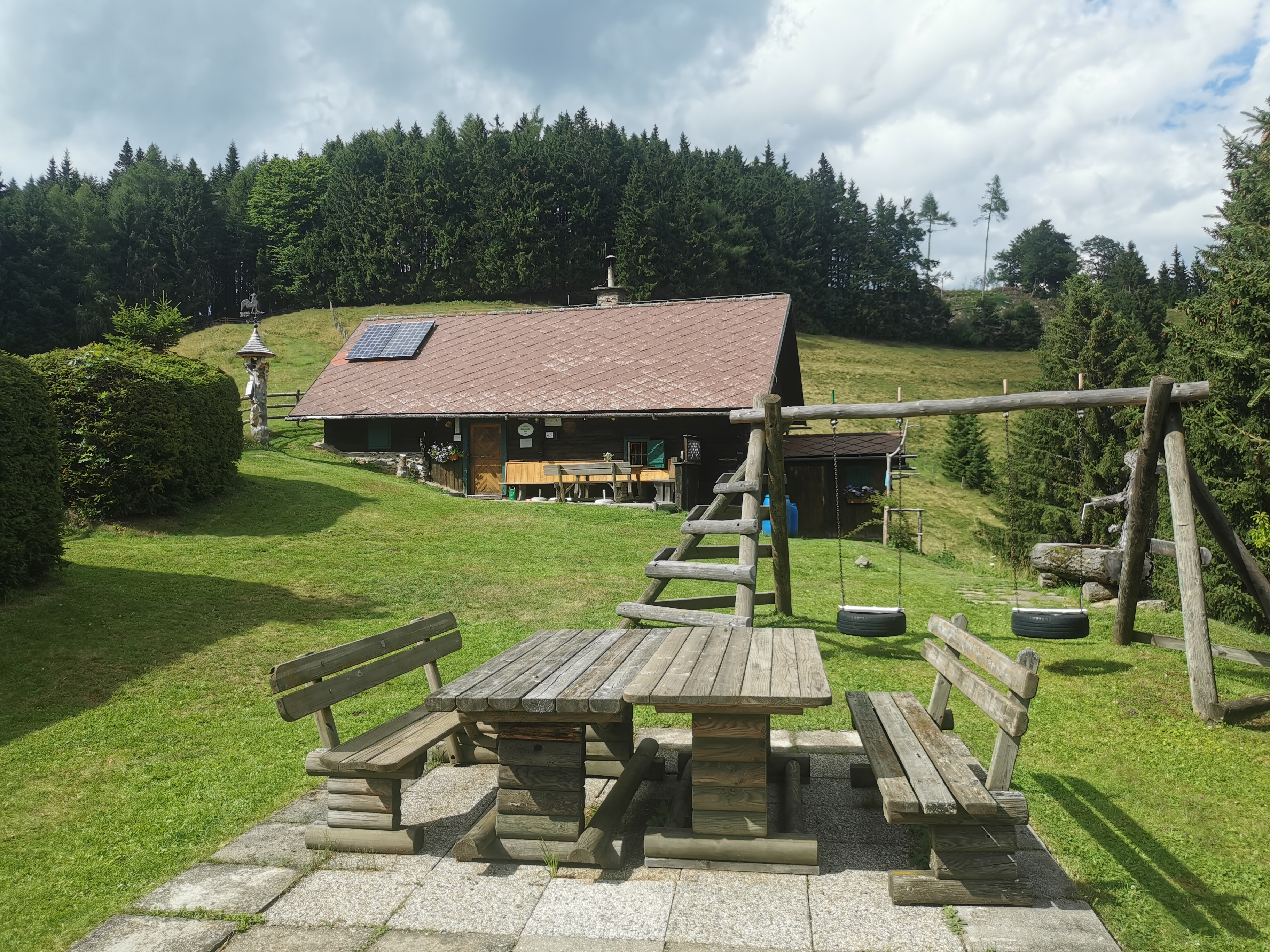
Blasmoaralmhütte.